# Spudaeus scaber
Spudaeus scaber är en stekelart som först beskrevs av Johann Ludwig Christian Gravenhorst 1829.  Spudaeus scaber ingår i släktet Spudaeus och familjen brokparasitsteklar. Arten är reproducerande i Sverige. Utöver nominatformen finns också underarten S. s. umbrosus.